# Mwiyando
Mwiyando är ett periodiskt vattendrag i Burundi.   Det ligger i provinsen Ruyigi, i den centrala delen av landet, 90 km öster om huvudstaden Bujumbura.
Omgivningarna runt Mwiyando är en mosaik av jordbruksmark och naturlig växtlighet. Runt Mwiyando är det ganska tätbefolkat, med 160 invånare per kvadratkilometer.